# フルーティー (アイドルグループ)
フルーティーは、2011年から北海道を拠点に活動する日本の女性ローカルアイドルグループ。ライブプロ所属。「ご当地アイドル殿堂入り」「ご当地アイドル神8」の称号を持つ。

## 概要
2011年に「北海道発！育成型フルーツアイドル」として誕生。グループ名は『キュートでフレッシュなフルーティー達が、北海道を拠点に、全国を飛び回る！』が由来。大手芸能事務所で勤務していた事務所設立時の代表の岩野祐二は独立後に『北海道から全国に』をキーワードに若い才能を発掘するために作ったユニット。道産子アイドルグループの先駆けとして結成された。道内外で年間300本のイベントのほか、郵便局とのタイアップや、テレビアニメでメンバーが声優デビューするなど活躍の場を広げている。

## 経歴
2011年
- 3月：「北海道発! 育成型フルーツアイドル」のキャッチフレーズでに結成。
- 5月21日：お披露目ライブでデビュー。
- 6月24日：定期公演『フルーツバスケット』（当初は月2回、現在は月1～2回）を開始。道内各地のイベントやお祭りにも参加（2014年10月6日現在で47市町村）。デビュー当時からしばらくは、イベントは単独出演や同じ所属事務所の男性アイドルユニット「EverZOne」や「ビリジアン」、ヒップホップユニット「HAL」との共演が多く、北海道の他事務所所属のローカルアイドルとのブッキングライブは少ない鎖国状態だったが、園長（Jewel Kissプロデューサー）からの提案を受けて、2012年夏以降札幌及び札幌近郊のローカルアイドルとの共演も増えた。
- 9月23日：「北海道から全国へ」の合言葉のもとに東京初公演。
- 9月24日：『フルーツバスケットin東京』をスタート。以後2ヶ月に1度の頻度で東京遠征を実施してきたが、2012年11月9日に月1度の東京遠征を発表し現在に至る。

2012年
- 12月26日：年末に行われるU.M.U AWARDでは2年連続で本戦へ進出（これまで開催された3大会の本選出場ユニット数は28組で2回選出はフルーティーのほか2組）してきたが、2012年はエントリー総数300組以上の中、優勝を果たしピンクの大優勝旗を北海道へ持ち帰った[4][5]。

2013年
- 10月より初の冠番組「フルーツアプリ女学園（北海道文化放送）」が放送され、翌2014年10月から続編として「フルーツアプリ女学園 SEASON2」（北海道文化放送）が放送された。

2014年
- 10月12日：Zepp Sapporoで入場者555人を目標とした、『フルーツバスケット vol.55～力の限り！ゴー！ゴゴー！～』を行い、目標を大幅に超える836人を達成。

2015年
- 9月：リーダーのおばち・メンバーのせいあが参加する「南幌町特産品少女 Speciality Girls」が結成。

2016年
- 10月2日：Zepp Sapporoで行われたワンマンライブで北海道アイドル過去最高動員の1,305人を記録[6]。

2017年
- 9月24日：Zepp Sapporoで行われた『LivePRO FESTIVAL 2017』で11月22日にOTODAMA RECORDSよりメジャーデビューすることが発表された[7][8]。

2019年
- 3月3日：Zepp Sapporoでワンマンライブ入場者1,427人を記録。
- 3月から『フルーティー全国ツアー2019』がスタート。3月福岡、4月広島、5月大阪、6月名古屋、7月東京、8月仙台、9月北海道でファイナルを締めくくる。
- 5月17日：Sound Lab moleで行われた『フルーティー8周年記念ライブ』で日本テレビ×rock field×日本コロムビアによる新レーベル「Palme Music」の第1弾アーティストとして7曲入りミニアルバムをリリースすることが発表された[9][10]。
- メジャーリリース第3弾「フルーツバスケット」がオリコンデイリーランキング第2位にランクイン[11]。
- 12月22日：クリスマスライブにて、月に1度の頻度で東京遠征を実施してきたが、2020年より隔月に減らす事を発表。

2020年
- 10月21日：事務所タレント数名に新型コロナウイルス陽性者が判明したため、事務所全体の活動が休止となる[12]。11月14日の配信ライブから順次活動再開[13]。

2021年
- 5月21日、結成10年を迎えて日本ご当地アイドル活性協会より『ご当地アイドル殿堂入り』に認定された[14]。
- 7月4日、「札幌観光大使」に就任したことを発表[15]。
- 9月13日、「北海道観光応援隊」に就任したことを発表[16][17]。

2024年
- 12月25日、「ご当地アイドル神8」「準ご当地アイドル四天王」に選出される[18]。

## メンバー
メンバーの公式な表記は名前の平仮名表記である。
※「期」については、2期3名を現在はカウントしておらず（(2期)で表示）、3期生以降が1期ずつ繰り上がっている。
| 名前        | よみ            | 愛称       | 担当フルーツ     | 担当カラー | 期   | 加入年月日 | 生年月日（現年齢）     | 血液型 | 身長   | 備考 |
| ----------- | --------------- | ---------- | ---------------- | ---------- | ---- | ---------- | ---------------------- | ------ | ------ | --- |
| 桜音 恋美   | さくらね こみ   | -          | ピンクレモネード | 濃ピンク   | 27期 | 2024/10/20 | 2001年12月5日（23歳）  | O型    | 162 cm | スイートクラス、フレッシュ!!の元メンバー。                                                               |
| 月城 じゅり | つきしろ じゅり | -          | カシス           | 薄紫       | 30期 | 2025/02/08 | 2004年7月26日（20歳）  | O型    | 160 cm | 2025年1月25日お披露目。                                                                                  |
| 晴乃 せり   | はれの せり     | -          | すいか           | 赤         | 23期 | 2023/05/27 | 1998年4月7日（27歳）   | AB型   | 150 cm | Ta-Colors、RISKY、YUENIの元メンバー。滝川市ふるさと大使。 2024年9月1日より芸名変更。旧芸名は、雨乃せり。 |
| 益若 ひなの | ますわか ひなの | -          | ピーチ           | 薄ピンク   | 28期 | 2024/12/13 | 2006年9月2日（18歳）   | AB型   | 160 cm | 2024年12月7日お披露目。                                                                                  |
| 井沼 真愛   | いぬま まあい   | いぬちゃん | ココナッツ       | 白         | 25期 | 2024/06/22 | 2001年6月21日（24歳）  | AB型   | 163 cm | 研修生より昇格。                                                                                         |
| 星奈 まお   | ほしな まお     | -          | ブルーベリー     | 濃紫       | 31期 | 2025/07/02 | 2010年2月15日（15歳）  | -型    | 156 cm | 研修生より昇格。                                                                                         |
| 神楽 まりあ | かぐら まりあ   | てんてん   | メロン           | 緑         | 25期 | 2024/06/22 | 1997年12月21日（27歳） | A型    | 156 cm | 2024年6月22日お披露目。                                                                                  |
| 鳴海 れいか | なるみ れいか   | -          | パイン           | 黄色       | 26期 | 2024/08/10 | 1998年9月12日（26歳）  | O型    | 157 cm | HAPPY少女♪の元メンバー。                                                                                 |

### 過去メンバー
| 名前        | よみ              | 愛称       | 担当フルーツ            | 担当カラー | 期      | 加入日     | 卒業日     | 在籍日数 | 生年月日（現年齢）     | 備考 |
| ----------- | ----------------- | ---------- | ----------------------- | ---------- | ------- | ---------- | ---------- | -------- | ---------------------- | --- |
| 石川 まゆ   | いしかわ まゆ     | -          | カシス                  | 紫         | 1期     | 2011/05/21 | 2011/04/29 | -22日    |                        | デビュー前に脱退。 |
| 佐藤 由花梨 | さとう ゆかり     | -          | マスカット              | 緑         | 1期     | 2011/05/21 | 2011/05/08 | -13日    |                        | デビュー前に脱退。学業との両立が困難なため。 |
| 高島 亜梨沙 | たかしま ありさ   | -          | ラズベリー              | 赤         | （2期） | 2011/05/21 | 2011/06/24 | 34日     |                        | フルーツバスケットvol.1（2011年6月24日）のみ出演 |
| 蒼木 まりな | あおき まりな     | -          | メロン                  | 緑         | （2期） | 2011/05/21 | 2011/06/24 | 34日     |                        | フルーツバスケットvol.1（2011年6月24日）のみ出演 |
| 柚槻 夕貴   | ゆずき ゆき       | -          | ブルーベリー            | 紫         | （2期） | 2011/05/21 | 2011/06/24 | 34日     |                        | フルーツバスケットvol.1（2011年6月24日）のみ出演 |
| 齋藤 あすか | さいとう あすか   | -          | ライチ                  | 白         | 1期     | 2011/05/21 | 2012/07/25 | 431日    | 1990年5月29日（35歳）  | 体調不良のため。後に椎名飛架として活動再開。 |
| 宮崎 あんず | みやざき あんず   | -          | あんず                  | オレンジ   | 1期     | 2011/05/21 | 2013/03/31 | 680日    | 1991年5月13日（34歳）  | フリータレントに転向。現芸名は、楠木杏。 |
| 東 理沙     | あずま りさ       | -          | パイン                  | 黄色       | 1期     | 2011/05/21 | 2013/03/31 | 680日    | 1992年5月29日（33歳）  | 体調不良のため。 |
| 梵 礼       | そよぎ あや       | -          | いちご                  | ピンク     | 1期     | 2011/05/21 | 2013/09/29 | 862日    | 1993年6月21日（32歳）  | 新たな目標のため。 |
| 大西 真帆   | おおにし まほ     | -          | さくらんぼ              | 赤         | 1期     | 2011/05/21 | 2013/12/23 | 947日    | 1995年9月1日（29歳）   | 学業優先のため。2014・2022 - 2023年ファイターズガール。現在は、ambitiousのメンバー。 |
| 田村 唯     | たむら ゆい       | -          | レモン                  | 黄色       | 1期     | 2011/05/21 | 2013/12/23 | 947日    | 1987年5月10日（38歳）  | アイドル人生に区切り。 |
| 桜木 美月   | さくらぎ みづき   | -          | 桃                      | ピンク     | 1期     | 2011/05/21 | 2014/06/01 | 1107日   | 1994年8月6日（30歳）   | 声優を目指すため。 |
| 南 はづき   | みなみ はづき     | -          | メロン                  | 緑         | 2期     | 2012/12/29 | 2014/06/01 | 519日    |                        | モデルを目指すため |
| 宇野 祐生佳 | うの ゆうか       | -          | ピーチ                  | ピンク     | 5期     | 2014/06/05 | 2014/10/12 | 129日    | 1996年10月21日（28歳） | 体調不良のため。代代代の元メンバー。 現在は、くぴぽのメンバー。現芸名は、うの。 |
| 伊藤 結女乃 | いとう ゆめの     | -          | みかん                  | オレンジ   | 3期     | 2013/10/02 | 2014/11/03 | 397日    | 1997年11月20日（27歳） | フレッシュ！から昇格。歌手を目指すため。 日本セーラー女子団の元メンバー（春川そら名義）。 |
| 津川 愛梨花 | つがわ ありか     | ありちゃ   | ハスカップ              | 紫 → 薄紫  | 3期     | 2013/10/02 | 2015/01/16 | 471日    | 1996年7月24日（28歳）  | 一度自立した上で再度アイドルを目指すため。 seeDream、シークレットシャノワールの元メンバー。 |
| 白井 美彩   | しらい みさ       | みさたん   | りんご                  | 赤         | 1期     | 2011/05/21 | 2015/07/05 | 1506日   | 1985年4月28日（40歳）  | 体調不良のため。2015年9月13日よりソロ活動開始。 |
| 綾瀬 りの   | あやせ りの       | -          | ドラゴンフルーツ        | ピンク     | 3期     | 2013/10/02 | 2015/09/26 | 724日    | 1989年6月13日（36歳）  | アイドルとしてではなく、歌や演劇活動をするため。 Jelly Kiss、東京藍小町、想色.streamの元メンバー。 |
| 谷口 あいり | たにぐち あいり   | -          | ぶどう                  | 紫         | 5期     | 2014/06/05 | 2015/10/15 | 497日    | 1995年1月22日（30歳）  | 話し合いの結果卒業。 |
| 佐藤 玲愛   | さとう れいあ     | -          | オレンジ                | オレンジ   | 7期     | 2015/10/18 | 2015/12/29 | 72日     | 2002年7月7日（23歳）   | 契約違反のため。 |
| 藤堂 理奈   | とうどう りな     | りなちる   | マンゴー                | オレンジ   | 5期     | 2014/06/05 | 2016/08/16 | 803日    | 1995年8月13日（29歳）  | 旧芸名は藤元理奈。Teamくれれっ娘の元メンバー。 |
| 原 くるみ   | はら くるみ       | -          | キウイフルーツ          | 緑         | 5期     | 2014/06/05 | 2016/11/28 | 907日    | 1996年6月20日（29歳）  | フレッシュ！から昇格。新しい夢を見つけるため。 |
| 松本 りな   | まつもと りな     | こりな     | ストロベリー            | 赤         | 5期     | 2014/06/05 | 2016/11/28 | 907日    | 2000年12月19日（24歳） | 家庭の事情と腰痛のため。 ライブプロ研修生、ゆきやこんここんこ・こーんこんこん！、 POPPING☆SMILEの元メンバー。 |
| 徳田 桃     | とくだ もも       | -          | オレンジ                | オレンジ   | 9期     | 2017/01/29 | 2017/06/06 | 128日    | 1996年2月22日（29歳）  | 沖縄遠征に行けなかったため。 |
| 手塚 星明   | てづか せいあ     | -          | ブルーベリー            | 青         | 6期     | 2014/10/26 | 2017/07/31 | 1009日   | 1996年7月31日（28歳）  | 体調不良のため。シャカデリックの元メンバー。 現在は、スーパーベイビーズのメンバー。現芸名は、山田せいあ。 |
| 有村 ほのさ | ありむら ほのさ   | -          | ココナッツ              | 白         | 7期     | 2015/10/18 | 2017/08/06 | 658日    | 2000年12月26日（24歳） | アイドル人生に区切り。 |
| 伊藤 舞     | いとう まい       | -          | レモン                  | 黄色       | 7期     | 2015/10/18 | 2018/04/04 | 899日    | 1995年2月2日（30歳）   | 単独事故による大怪我のため。 |
| 長久保 桃子 | ながくぼ ももこ   | もっち     | すもも                  | ピンク     | 7期     | 2015/10/18 | 2018/10/30 | 1108日   | 1994年10月19日（30歳） | 2019年よりライブプロ東京事務所で活動するため。 TokyoStory、deeper²の元メンバー。現在は、ステラキャプチャーのメンバー。現芸名は、MOMO。                                                                                  |
| 北出 彩     | きたで さい       | -          | グレープフルーツ        | 黄色       | 3期     | 2013/10/02 | 2018/12/14 | 1899日   | 1996年2月29日（29歳）  | フレッシュ！から昇格。アイドル人生に区切り。。 現在は、almaのメンバー。現芸名は、北出彩羽。 |
| 湊 帆洋     | みなと ほなみ     | ほなみん   | ゆず                    | 黄色       | 4期     | 2014/01/11 | 2015/09/26 | 623日    | 1998年1月24日（27歳）  | 心の病のため。 ほいっぷ★Girls、Flower Notes、G.E.E.Kの元メンバー。 |
| 湊 帆洋     | みなと ほなみ     | ほなみん   | ゆず                    | 黄色       | 13期    | 2019/01/15 | 2019/05/31 | 136日    | 1998年1月24日（27歳）  | 心の病のため。 ほいっぷ★Girls、Flower Notes、G.E.E.Kの元メンバー。 |
| 黒澤 里那   | くろさわ りな     | プりな     | プルーン                | 紫         | 7期     | 2015/10/18 | 2019/07/12 | 1363日   | 2000年5月31日（25歳）  | 精神的な体調不良で本人の申し出により卒業。 |
| 宮﨑 杏花   | みやざき きょうか | -          | ラズベリー              | 濃ピンク   | 11期    | 2017/09/24 | 2019/07/13 | 657日    | 2001年1月5日（24歳）   | 本人の申し出により卒業。現在は、泡沫パーティーズのメンバー。現芸名は、実咲杏花。 |
| 佐藤 祐歌   | さとう ゆうか     | -          | カシス                  | 薄紫       | 8期     | 2016/04/02 | 2019/07/13 | 1197日   | 1997年9月16日（27歳）  | 本人の申し出により卒業。ICE☆PASTELの元メンバー。 現在は、almaのメンバー。現芸名は、犬神ユウ。 |
| 小堀 聖奈   | こぼり せな       | -          | アプリコット            | オレンジ   | 13期    | 2019/01/15 | 2019/09/01 | 229日    | 2001年1月21日（24歳）  | 学業との両立が難しいため、本人の申し出により卒業。 |
| 姫野 みな   | ひめの みな       | -          | ピーチ                  | ピンク     | 13期    | 2019/01/15 | 2019/11/27 | 316日    | 1996年5月5日（29歳）   | 体調不良のため。 |
| 須藤 美里   | すどう みさと     | -          | アセロラ                | 赤         | 7期     | 2015/10/18 | 2019/12/01 | 1505日   | 1995年4月20日（30歳）  | 家庭事情のため。 |
| 菊地 美咲   | きくち みさき     | -          | りんご                  | 赤         | 16期    | 2020/01/31 | 2020/01/18 | -13日    | 2007年2月14日（18歳）  | レッスン途中で体調を崩したため、デビュー前に辞退。 |
| 櫻谷 茜     | さくらや あかね   | -          | グァバ                  | 濃ピンク   | 15期    | 2019/09/14 | 2020/04/10 | 209日    | 1998年9月30日（26歳）  | 家庭事情のため。 |
| 池田 優愛   | いけだ ゆあ       | -          | バナナ                  | 薄黄       | 12期    | 2018/06/02 | 2020/06/30 | 759日    | 2000年11月27日（24歳） | 新型コロナウイルス感染症の収束が見えず活動が困難なため。 FES☆TIVEの元メンバー（緑川優愛名義）。 |
| 成瀬 愛夏   | なるせ あいか     | -          | ラ・フランス            | 白         | 11期    | 2017/09/24 | 2020/07/12 | 1022日   | 2002年8月5日（22歳）   | 研修生より昇格。家庭事情のため。ノルニルの元メンバー。 |
| 野村 華鈴   | のむら かりん     | -          | かりん                  | オレンジ   | 15期    | 2019/09/14 | 2020/07/12 | 302日    | 1997年1月1日（28歳）   | 家庭事情のため。 |
| 木村 夢叶   | きむら ゆめか     | -          | ぶどう                  | 紫         | 15期    | 2019/09/14 | 2020/08/16 | 337日    | 2006年3月6日（19歳）   | 家庭事情のため。シンデレラ宣言！の元メンバー。 |
| 山田 優芽   | やまだ ゆめ       | めめ       | もも                    | 濃ピンク   | 17期    | 2020/08/07 | 2021/01/06 | 152日    | 2001年8月25日（23歳）  | 頑張れる自信があったけど、 フルーティーに必要だよって言葉が信じられなくなってしまった為。 |
| 小原 優花   | おばら ゆか       | おばち     | ライム                  | 緑         | 1期     | 2011/05/21 | 2022/03/28 | 3964日   | 1990年11月12日（34歳） | 元リーダー。本人の申し出により卒業。 現在は、FEAM（活動休止中）、ぴえんBRASH、&andのメンバー。 |
| 矢上 愛麻   | やがみ えま       | -          | あんず                  | オレンジ   | 18期    | 2021/02/05 | 2022/04/02 | 421日    | 1999年6月9日（26歳）   | 本人の申し出により卒業。 |
| 本間 真帆   | ほんま まほ       | -          | ピンク グレープフルーツ | ピンク     | 16期    | 2020/01/31 | 2022/07/20 | 901日    | 1999年10月20日（25歳） | 本人の申し出により卒業。 ベスト・オブ・ミス北海道にて、 Lady Universe Japan Hokkaido【グランプリ】に選出（2022/3/27） Lady Universe Japanにて準グランプリ（2022/9/5）。 現在は、YUM!-TUK!のメンバー。現芸名は、平真帆。 |
| 田中 ひなた | たなか ひなた     | -          | スターフルーツ          | 薄黄       | 18期    | 2021/02/05 | 2022/08/16 | 557日    | 2002年4月29日（23歳）  | 解雇。 |
| 杉田 結衣   | すぎた ゆい       | -          | さくらんぼ              | 赤         | 17期    | 2020/08/07 | 2022/10/29 | 813日    | 2001年3月28日（24歳）  | 研修生より昇格。家庭事情のため。 |
| 藤枝 愛理   | ふじえだ あいり   | -          | 白桃                    | 薄ピンク   | 20期    | 2022/07/22 | 2022/12/27 | 158日    | 2003年1月27日（22歳）  | 事務所移籍の為。Poison Palette、彗星♩dropTune゜の元メンバー。 |
| 葉山 結菜   | はやま ゆいな     | -          | プラム                  | 紫         | 18期    | 2021/02/05 | 2023/02/11 | 736日    | 2002年6月29日（23歳）  | 本人の申し出により卒業。現在は、ずっともっとのメンバー。現芸名は、羽澄ほの。 |
| 大井 彩愛   | おおい さえ       | -          | みかん                  | オレンジ   | 11期    | 2017/09/24 | 2020/12/27 | 1190日   | 2004年6月20日（21歳）  | フレッシュ！！の元メンバー。研修生より昇格。本人の申し出により卒業。 卒業後サポートメンバーとして復帰。 |
| 大井 彩愛   | おおい さえ       | -          | シャインマスカット      | 緑         | -       | 2022/11/03 | 2023/05/07 | 185日    | 2004年6月20日（21歳）  | フレッシュ！！の元メンバー。研修生より昇格。本人の申し出により卒業。 卒業後サポートメンバーとして復帰。 |
| 森 花夢     | もり かのん       | のんちゃん | いちご                  | 赤         | 10期    | 2017/06/04 | 2021/02/24 | 1361日   | 2003年8月21日（21歳）  | フレッシュ！！の元メンバー。研修生より昇格。家庭事情のため卒業。 第7回アイドルソロクイーンコンテスト2020優勝。 「THEカラオケ★バトル」出演（2021年10月3日)。 卒業後サポートメンバーとして復帰。                          |
| 森 花夢     | もり かのん       | のんちゃん | いちご                  | 赤         | -       | 2022/11/03 | 2023/05/07 | 185日    | 2003年8月21日（21歳）  | フレッシュ！！の元メンバー。研修生より昇格。家庭事情のため卒業。 第7回アイドルソロクイーンコンテスト2020優勝。 「THEカラオケ★バトル」出演（2021年10月3日)。 卒業後サポートメンバーとして復帰。                          |
| 平華 まこ   | ひらはな まこ     | -          | メロン                  | 緑         | 23期    | 2023/05/27 | 2023/08/27 | 92日     | 2002年7月27日（22歳）  | 病気の悪化のため。 |
| 横山 葵     | よこやま あおい   | -          | ライチ                  | 白         | 17期    | 2020/08/07 | 2024/05/26 | 1388日   | 1998年8月4日（26歳）   | 本人の申し出により卒業。 |
| 新岡 ゆう   | にいおか ゆう     | おかゆ     | グリーンアップル        | 黄緑       | 18期    | 2021/02/05 | 2024/06/17 | 1228日   | 2001年1月10日（24歳）  | 本人の申し出により卒業。 |
| 谷本 りん   | たにもと りん     | -          | レモン                  | 黄色       | 14期    | 2019/07/25 | 2024/08/04 | 2567日   | 2005年7月1日（20歳）   | 本人の申し出により卒業。 |
| 夢咲 まな   | ゆめさき まな     | -          | クランベリー            | 濃ピンク   | 22期    | 2023/03/12 | 2024/09/24 | 562日    | 2001年5月30日（24歳）  | 本人の申し出により卒業。RALFの元メンバー。 |
| 高橋 まどか | たかはし まどか   | -          | 甘夏                    | オレンジ   | 19期    | 2022/04/17 | 2024/11/24 | 952日    | 2000年1月17日（25歳）  | 研修生より昇格。本人の申し出により卒業。 |
| 天羽 りりあ | あまはね りりあ   | -          | すもも                  | 薄ピンク   | 24期    | 2023/09/29 | 2024/12/09 | 437日    | 2007年1月5日（18歳）   | 本人の申し出により卒業。 |
| 松永 りお   | まつなが りお     | -          | ハスカップ              | 薄紫       | 21期    | 2022/11/03 | 2024/12/22 | 780日    | 2002年6月10日（23歳）  | 本人の申し出により卒業。HAPPY少女♪の元メンバー。 |
| 和鈴 ほの   | わすず ほの       | -          | ブルーベリー            | 薄紫       | 29期    | 2025/01/05 | 2025/02/05 | 31日     | 2007年10月28日（17歳） | 学業との両立が困難なため。 |
| 八乙女 らん | やおとめ らん     | -          | スイートオレンジ        | オレンジ   | 28期    | 2024/12/07 | 2025/02/05 | 60日     | 2008年8月26日（16歳）  | 学業との両立が困難なため。 |
| 白岩 つくし | しろいわ つくし   | -          | オレンジ                | オレンジ   | 30期    | 2025/02/08 | 2025/06/05 | 117日    | 2000年9月20日（24歳）  | 解雇。 |
| 白咲 華     | しらさき はな     | おはな     | ピオーネ                | 紫         | -       | 2023/06/24 | 2025/06/29 | 736日    | 2003年1月14日（22歳）  | ArcJewelHOKKAIDO、Snow☆Felizの元メンバー。期間限定のサポートメンバー。 |

## メンバー加入・卒業の推移
フォトタイム（札幌）所属のフォトモデルを中心にスカウトし、2011年2月頃からデビューに向けた最終選考者で、レッスンをスタートし同3月に11名で結成したが“まゆ”が脱退。更にお披露目イベント直前に“ゆかり”も脱退し9名でのデビューとなる。このため1stシングル『サクライロ』（初版）のジャケットは“ゆかり”を含む10名で撮影されている。フォトタイム出身者のフルーティーメンバーの帰属判定が複雑なこともあり、フォトタイムはライブプロ（㈱ライブプロ）に統合されている。
第2期3名については将来の二軍・予備軍を編成するための増員構想から、所属事務所のフォトモデルのうち、フルーティーに加入希望者から選抜された。『フルーツバスケットVol.1』でのお披露目され、フライヤーにもメンバーとして掲載していたが、レッスン等も実施されないまま自然消滅している。
2012年
- 7月25日、“あすか”の脱退が発表された[20]。
- 12月29日、この年の4月からレッスンを重ねた“はづき”が加入した。

2013年
- 2月17日、“あんず”、“りさ”の卒業が発表され、3月31日のライブをもって卒業した。
- 8月28日、“あや”の9月末でのグループ卒業[56] と10月より4人の新メンバーの加入が発表された。同年9月29日のライブを持って、“あや”が卒業。9月22日のライブで新メンバー4人（“ありか”、“さい”、“ゆめの”、“りの”）が御披露目され、10月2日に正式に加入した。
- 11月24日、“まほ”、“ゆい”の卒業が発表され、12月23日のライブをもって卒業した。
- 12月25日、新メンバーとして“ほなみ”が2014年1月11日より加入することが発表され、同日のライブから加入した。

2014年
- 5月3日、“みづき”、“はづき”の卒業が発表され、6月1日のライブをもって卒業した。
- 6月5日、新メンバー4人（“あいり”、“くるみ”、“ゆうか”、“りな”）がライブで御披露目。
- 7月4日、もう1人の“りな”がライブでお披露目され、同日から5人が正式加入。また、これまで年齢非公開であったのが、この日から全メンバーの年齢が公表された。
- 9月6日、“ゆめの”の卒業がライブで発表され[57]、11月3日のライブをもって卒業した。
- 9月9日、“ゆうか”の卒業が発表され、10月12日のライブをもって卒業した。
- 10月13日、“こりな”の一時休養（ライブのみ。交流や撮影会には参加[58]）がライブで発表されたが、12月5日のライブで復帰[59]。
- 10月16日、新メンバー“せいあ”がライブで御披露目[60]、10月26日のライブから正式加入。
- 11月23日、“ありか”の卒業がライブで発表され[61]、2015年1月16日のライブで卒業した。

2015年
- 5月17日、“みさ”が卒業することがライブで発表され、同年7月5日のライブを持ってグループを卒業。
- 7月18日、“こりな”が受験勉強のため、同年8月3日をもって一時活動休止することをライブで発表[62]。
- 8月30日、“りの”と“ほなみ”が卒業することがライブで発表され、同年9月26日のライブで卒業した。
- 9月11日、2015年10月3日に新メンバーお披露目、10月18日にデビューすることがライブで発表された[63]。
- 9月30日、2015年10月15日に“あいり”が卒業、“りな”が活動休止することがライブで発表され[64]、同日のライブで“あいり”が卒業、“りな”が活動休止した。
- 10月3日、新メンバー6名（"ほのさ"・"まい"・"ももこ"・"みさと"・"りな"・"れいあ"）がライブでお披露目。2015年10月18日のイベントで新メンバー6名が正式に加入した。
- 12月29日、“れいあ”よりグループ脱退の申し出があり、同日をもって脱退した[65]。

2016年
- 3月3日、新メンバー（“ゆうか”）が2016年3月20日のライブでお披露目、4月より正式加入することが発表された[66]。
- 3月10日、“りなちる”・“こりな”・新メンバー“ゆうか”の3名が、4月2日のライブより、参加出来る曲から徐々に参加していくスタイルになることが発表され[67]、同日のライブより復帰・加入した。
- 8月16日、“りなちる”の本日付でのフルーティー卒業が発表された[68]。
- 10月10日、ニコーリフレ主催アイドルライブvol.46にて、同年11月28日開催のフルーツバスケットをもって、“くるみ”、“こりな”が卒業するのが発表され、同日のライブで卒業した。
- 12月4日、2016年12月28日に新メンバー1名がライブでお披露目、2017年1月後半から2月頭を目標にデビューすることが発表された。
- 12月28日、新メンバー（“もも”）がライブでお披露目された。

2017年
- 1月29日、新メンバー（“もも”）がライブで正式に加入した。
- 3月3日、“せいあ”がなかなか体調が回復せずしばらく休むこと、参加出来るイベントが決まり次第、改めて発表することが発表された[69]。
- 3月20日、研修生より、“かのん”が昇格することがライブで発表された。加入時期は未定。
- 4月19日、4月20日のフルーツバスケットにて、“かのん”が、ひとまずという形で、フルーティーとしてステージパフォーマンスすることが発表され、同日お披露目された。
- 5月10日、研修生より昇格予定の、“かのん”の正式加入日を、6月4日開催のアイドルバスケットとすることが発表され[70]、同日のライブより加入した。
- 6月6日、“もも”の本日付けの卒業が発表された[71]。
- 7月3日、同年8月6日開催のフルーツバスケットをもって、“ほのさ”が卒業することが発表され[72]、同日のライブで卒業した。
- 7月31日、“せいあ”の本日付けの卒業が発表された[73]。
- 9月3日、ライブにて新メンバー3名（研修生より昇格で“あいか”・“さえ”、一般オーディション枠より“きょうか”）が、加入することが発表され、お披露目された。
- 9月24日、新メンバー3名（“あいか”・“さえ”・“きょうか”）が、同日のライブより加入した。“あいか”・“さえ”は、9月29日まで、研修生を兼任。

2018年
- 4月4日、“まい”の本日付けの卒業が発表された[74]。
- 5月19日、新メンバー“ゆあ”がライブでお披露目され、6月2日のライブより加入した。
- 7月4日、2019年より東京のライブプロで新グループとして活動するために“もっち”が10月末をめどに卒業することが発表され、10月30日のライブで卒業した[75]。
- 9月2日、同年12月2日開催のライブをもって、“さい”が卒業することが発表された[76]。
- 9月9日、“さい”の卒業ライブが、同年12月14日に変更することが発表され、同日のライブで卒業した[77]。
- 12月15日、同年12月23日のライブで、新メンバーがお披露目されることが発表された。
- 12月23日、新メンバー3名（“せな”、“ほなみ”、“みな”）がお披露目された（"ほなみ"は元4期生。一度卒業したが、新メンバーとして復帰）。

2019年
- 1月15日、新メンバー3名（“せな”、“ほなみ”、“みな”）が、同日のライブより加入した。
- 5月30日、インストアイベントにて、新メンバー“りん”の、研修生からフルーティー昇格が発表された。正式加入日は未定。
- 5月31日、“ほなみ”の本日付けの卒業が発表された[78]。
- 7月12日、“プりな”の本日付けの卒業と[79]、“きょうか”と“ゆうか”が、7月13日のライブをもって卒業することが発表され、同日のライブで卒業した[80]。
- 7月25日、新メンバー“りん”が、同日のライブより加入した。
- 7月26日、同年9月1日開催のライブをもって、“せな”が卒業することが発表され、同日のライブで卒業した[81]。
- 9月14日、新メンバー3名（“あかね”、“かりん”、“ゆめか”）がお披露目され、同日加入した。
- 10月3日、同年11月27日のライブをもって“みな”、同年12月1日のライブをもって“みさと”が、卒業することが発表され[82]、同年11月27日のライブをもって“みな”が、同年12月1日のライブをもって“みさと”が卒業した。
- 12月22日、ライブにて新メンバー2名（“まほ”、“みさき”）が、加入することが発表され、お披露目された。正式加入日は未定。

2020年
- 1月18日、新メンバー“まほ”が、同年1月31日より加入することと、新メンバー“みさき”が体調を崩し活動を辞退したことが発表された[83]。
- 1月31日、新メンバー“まほ”が、同日のライブより加入した。
- 4月1日、同年4月10日開催のライブをもって、“あかね”が卒業することが発表され、同日のライブで卒業した[46]。
- 4月17日、同年5月9日開催のライブをもって、“かりん”が卒業することが発表された[50]。
- 5月5日、緊急事態宣言が延長されたため、“かりん”の卒業ライブが延期することが発表された[84]。新日程は未定。
- 5月11日、“ゆあ”が卒業することが発表された[47]。卒業日は未定。
- 5月29日、“あいか”が卒業することが発表された[49]。卒業日は未定。
- 6月5日、“かりん”、“ゆあ”、“あいか”の卒業ライブが、3名合同で同年7月12日に開催されることが発表され[85]、同年7月12日のライブをもって、“かりん”、“あいか”が卒業した。
- 6月12日、“ゆあ”が、同年7月12日に開催される合同卒業ライブに参加ができなくなったため、同年6月30日をもって、卒業することが発表され[48]、同年6月30日卒業した。
- 7月15日、同年8月7日開催のフルーティー9周年ライブ！より、新メンバーが加入することが発表された[86]。
- 7月20日、同年7月24日開催のライブにて、新メンバーがお披露目されるのが発表された[87]。
- 7月24日、新メンバー3名（“あおい”、“ゆい”、“ゆめ”）がお披露目され、同年8月7日より加入した。
- 7月24日、同年8月16日開催のライブをもって、“ゆめか”が卒業することが発表され[51]、同年8月16日のライブをもって卒業した。
- 11月13日、同年12月27日開催のライブをもって、“さえ”が卒業することが発表され[53]、同年12月27日のライブをもって卒業した。
- 11月28日、2021年2月より“ゆか”が東京事務所へ移籍することが発表された[88]。フルーティーには引き続き在籍。

2021年
- 1月6日、“ゆめ”の本日付けの卒業が発表された[89]。
- 1月28日、同年2月24日開催のライブをもって、“かのん”が卒業することが発表され[54]、同年2月24日のライブをもって卒業した。
- 1月30日、新メンバー4名（“えま”、“ひなた”、“ゆいな”、“ゆう”）がお披露目され、同年2月5日より加入した。
- 10月3日、YouTubeライブプロ公式チャンネル生配信にて、2022年3月28日開催のライブをもって、“ゆか”が卒業することが発表され、2022年3月28日のライブをもって卒業した。

2022年
- 2月2日、同年4月2日開催のライブをもって、“えま”が卒業することが発表され[90]、同年4月2日のライブをもって卒業した。
- 4月3日、研修生より、“まどか”が昇格することがライブで発表された。正式加入日は4月中旬頃を予定。
- 4月12日、研修生より昇格予定の、“まどか”の正式加入日を、4月17日とすることが公式Twitterで発表された。
- 4月17日、新メンバー“まどか”が、同日のライブより加入した。
- 6月5日、同年7月20日開催のライブをもって、“まほ”が卒業することが発表され[91]、同7月20日のライブをもって卒業した。
- 6月23日、同年7月22日より、Poison Paletteの“あいり”がフルーティーを兼任することが発表された[92]。
- 8月16日、“ひなた”の本日付けの解雇が発表された[93]。
- 8月16日、同年10月29日開催のライブをもって、“ゆい”が卒業することが発表され[94]、同年10月29日のライブをもって卒業した。
- 10月9日、同年11月3日より、HAPPY少女♪の“りお”がフルーティーを兼任すること、フルーティー卒業生の“かのん”、“さえ”が2023年2月まで、サポートメンバーとして加入することが発表された。
- 11月4日、“りお”の、2022年いっぱいでHAPPY少女♪との兼任を解き、2023年1月よりフルーティーに移籍し、フルーティー専任になることが発表された。
- 12月12日、同年12月27日開催のライブをもって、“あいり”が卒業[95]することが発表され、同年12月27日のライブをもって卒業した。
- 12月12日、2023年2月11日開催のライブをもって、“ゆいな”が卒業[96]することが発表され、2023年2月11日のライブをもって卒業した。

2023年
- 2月15日、サポートメンバーの“かのん”、“さえ”が2月以降も、サポートメンバーを続けることが、同日のライブで発表された。
- 3月3日、フルーティー公式Twitterにて、新メンバー“まな”が、同年3月12日のライブより加入することが発表され、同年3月12日のライブより加入した。
- 4月14日、サポートメンバーの“かのん”、“さえ”が5月8日をもって、サポート期間が終了することが発表された[97]。
- 5月7日、サポートメンバーの“かのん”、“さえ”が予定より1日早く、サポート期間が終了。
- 5月12日、フルーティー公式Twitterにて、新メンバーが同年5月27日のライブより加入することが発表された。
- 5月21日、フルーティー公式Twitterにて、同年5月27日のライブより加入する新メンバーが3名であり、そのうち2名の“せり”、“まこ”の加入、残りの1名は当日ライブでお披露目されことが発表された。
- 5月27日、新メンバー“せり”、“まこ”が、同日のライブより加入した。
- 5月27日、残り1名の新メンバー“はな”がお披露目され、加入予定日を同年6月24日とし期間限定（期間未定）のサポートメンバーとして活動することが発表された。
- 8月27日、“まこ”の本日付けの卒業が発表された[98]。
- 9月19日、フルーティー公式X（旧Twitter）にて、新メンバーが同年9月21日に、お披露目されることが発表された。
- 9月21日、インストアイベントにて、新メンバー“りりあ”がお披露目され、正式加入日を同年9月29日とすると発表された。
- 9月29日、新メンバー“りりあ”が、同日のライブより加入した。

2024年
- 2月8日、同年5月26日開催のライブをもって、“あおい”が卒業[99]することが発表され、同年5月26日のライブをもって卒業した。
- 4月21日、同年6月17日開催のライブをもって、“ゆう”が卒業[100]することが発表され、同年6月17日のライブをもって卒業した。
- 5月8日、同年8月4日開催のライブをもって、“りん”が卒業[101]することが発表され、同年8月4日のライブをもって卒業した。
- 5月18日、研修生より、“まあい”が昇格することがライブで発表された。正式加入日は未定。
- 6月22日、新メンバー“まあい”、“まりあ”が、同日のライブより加入した。
- 8月4日、ライブにて、元HAPPY少女♪の“れいか”が、新メンバーとして加入することが発表された。正式加入日は、8月10日。
- 8月8日、同年9月24日開催のライブをもって、“まな”が卒業[102]することが発表され、同年9月24日のライブをもって卒業した。
- 8月10日、新メンバー“れいか”が、同日のライブより加入した。
- 9月27日、同年11月10日開催のライブをもって、“りりあ”が卒業、同年11月24日開催のライブをもって、“まどか”が卒業、同年12月22日開催のライブをもって、“りお”が卒業、[103]することが発表された。
- 9月27日、同日の卒業発表に合わせて、フルーティーメンバーオーディションの開催が発表され、10月・11月・12月・1月に各月1名のデビューも発表された[104]。
- 10月13日、新メンバーとして、スイートクラスの“こみ”が、フルーティーに移籍加入し、正式加入日を10月20日とし、年内は、スイートクラスを兼任することが発表された[105]。
- 10月15日、“りりあ”の卒業日を、同年11月10日から、同年12月9日に変更すると発表された[106]。
- 10月20日、新メンバー“こみ”が、同日のライブより加入した。
- 11月24日、“まどか”が、同日のライブをもって卒業した。
- 11月27日、新メンバーのお披露目を、同年12月7日のライブで行うと発表された。
- 12月7日、新メンバー“ひなの”、“らん”がお披露目され、正式加入日を、“ひなの”は同年12月13日、“らん”は同日とすると発表された。
- 12月9日、“りりあ”が、同日のライブをもって卒業した。
- 12月22日、“りお”が、同日のライブをもって卒業した。

2025年
- 1月5日、新メンバー“ほの”がお披露目され、同日のライブより加入した。
- 1月20日、同年2月2日開催のイベントをもって、“らん”が卒業、同年2月5日開催のイベントをもって、“ほの”が卒業することが発表された。
- 1月25日、新メンバー“じゅり”、“つくし”がお披露目された。正式加入日は、同年2月8日。
- 2月2日、“らん”の卒業日を、同年2月5日開催のイベントに変更すると発表された。
- 2月5日、“らん”、“ほの”が、同日のイベントをもって卒業した。
- 3月28日、“はな”のサポートメンバー期間を、同年6月29日までとすると発表された。
- 4月30日、研修生より、“まお”が昇格することがブログで発表された。正式加入日は2025年7月予定。
- 6月5日、“つくし”の本日付けの解雇が発表された[107]。
- 6月29日、同日のライブをもって、“はな”のサポート期間が終了した。
- 6月29日、新メンバー“まお”の正式加入日を、同年7月2日開催のイベントとすると発表された。

※平仮名の芸名を用いている人物の名前は、読み易さ配慮のため「“　”」を付記した上で記載
※「期」については、2期3名を現在はカウントしておらず（(2期)で表示）、3期生以降が1期ずつ繰り上がっている。

## ファンの名称
2011年夏頃からフルーティーのリーダーゆかが、ステージ中のMCでフルーティーのファンを『果実系』 や『果実系男子・女子』 と紹介し、呼称として定着していた。
2011年11月6日の定期公演『フルーツバスケットVol.10』を成功させるために果実系男子の有志が『果実軍』名義でスタンド花を贈ったこと・『フルーツバスケットVol.10』のアンコールにおいて（有志及び賛同者が）この日のために作成した果実軍Tシャツ（通称軍T）を着用した。
その後『U.M.U AWARD2011』を報じた翌12月28日のフジテレビ『めざましテレビ』がフルーティーのファンを指して『果実軍』と報じたこと、所属事務所代表の岩野祐二が公式発言でフルーティーのファンを『果実軍』と述べたこと、所属事務所の車両1台に果実軍ステッカーを貼ったこと、2015年10月から果実軍Tシャツが公式のTシャツとして事務所から発売されたこと などから、フルーティーファンの総称は『果実軍』と呼ばれるようになった。

## 作品

### シングル
当初、CDは一般流通されずイベントか通販でしか入手できなかったが、11thシングル『Evolution』以降に発売されたCDは、HMV、タワーレコード各店舗やAmazon.co.jp、楽天などのサイトで購入することできる。
| ＃   | 発売日         | タイトル                                                   | カップリング                             | 規格品番  | レーベル           | 備考 |
| ---- | -------------- | ---------------------------------------------------------- | ---------------------------------------- | --------- | ------------------ | --- |
| 1st  | 2011年5月27日  | サクライロ                                                 | らぶ♥らぶ♥らぶ♥                          | LP11-01   | ライブプロ         | ジャケット新旧2種、2014年1月24日remaster & remix版                                                                |
| 2nd  | 2011年9月23日  | CAPTIVE                                                    | ベストフレンド                           | LP11-06   | ライブプロ         | 2013年7月21日再録版、2014年1月24日remaster & remix版                                                              |
| 3rd  | 2011年9月23日  | Happy Smile                                                | Fight!                                   | LP11-07   | ライブプロ         | 2013年7月21日再録版、2014年1月24日remaster & remix版                                                              |
| 4th  | 2011年11月20日 | フルーツアイドル! フルーティー♥                            | 奇跡                                     | LP11-09   | ライブプロ         | |
| 5th  | 2012年2月4日   | フレ! フレ! 日本！                                         | 札幌冬物語り                             | LP12-04   | ライブプロ         | 2013年7月21日再録版                                                                                               |
| 6th  | 2012年4月21日  | ♥キスイダガミキ                                            | Story                                    | LP12-07   | ライブプロ         | |
| 7th  | 2012年6月23日  | 北海DooooooN!!                                             | 夏祭り                                   | LP12-10   | ライブプロ         | |
| 8th  | 2012年8月3日   | ナチュッ！(夏)                                             | ハッピーバースデー                       | LP12-11   | ライブプロ         | ジャケットの図柄は「ハッピーMusic」にてベッキーがデザイン案                                                       |
| 9th  | 2012年11月3日  | ポジティV                                                  | Predator                                 | LP12-13   | ライブプロ         | 2013年7月21日再録版                                                                                               |
| EX   | 2013年1月9日   | GACHI─ガチ─                                                | -                                        | -         | ライブプロ         | 限定配布の非売品                                                                                                  |
| 10th | 2013年2月17日  | 私は、あなたのアイドル♥                                    | フルーツアイドル! フルーティー♥2013      | LP13-01   | ライブプロ         | 2013年7月21日再録版                                                                                               |
| EX   | 2013年5月18日  | LOVE MAGIC ～one more again～                              | FLY AWAY                                 | LP13-03   | ライブプロ         | arcobaleno★dolci（Fruity♥×Jewel♥kiss）名義                                                                        |
| 11th | 2013年5月31日  | Evolution                                                  | LOVE GAME                                | LP13-04   | ライブプロ         | 2014年1月24日remaster & remix版                                                                                   |
| 12th | 2013年10月25日 | 卒業～Smile,see you again～                                | GACHI～ガチ～                            | LP13-07   | ライブプロ         | |
| 13th | 2014年2月14日  | 「Dear my friend」                                         | 君と歩く道～ありがとう～                 | VOLA-0003 | Volare Vox         | タイトル曲はOVA『サクラカプセル』キャラクターイメージソング。 ボーナストラック「また会おう/サクラカプセル看板娘」 |
| 14th | 2014年5月23日  | 愛のビッグ♥バン                                            | 麺や虎鉄                                 | LP14-04   | ライブプロ         | カップリングは「麺や虎鉄」のテーマソング                                                                          |
| 15th | 2014年7月25日  | ウィーアー！                                               | かもめが翔んだ日                         | -         | バグ・ミュージック | アイドル名曲発掘プロジェクト "RE:IDOL" 公式カバーソング                                                           |
| 16th | 2014年8月2日   | ぎゅっ♥                                                    | 挑戦者～チャレンジャー～                 | LP14-05   | ライブプロ         | カップリングは、国際スポーツ&カルチャーフェスティバル「スポカル2014inつどーむ」テーマソング                       |
| 17th | 2015年1月22日  | スマイル                                                   | Power of Love                            | LP15-01   | ライブプロ         | |
| 18th | 2015年4月24日  | ヲタクはヒーロー                                           | 嫌い、、、でも、好き。                   | LP15-07   | ライブプロ         | 両A面、ジャケット2種                                                                                              |
| 19th | 2015年6月24日  | Someday                                                    | 告白♥                                    | LP15-11   | ライブプロ         | |
| EX   | 2015年9月19日  | Fight!/Predator/CAPTIVE                                    | -                                        | LP15-00   | ライブプロ         | 無料配布用 |
| 20th | 2016年1月20日  | ローカルアイドルがメジャーアイドルに勝つ方法を考えてみた。 | Change!                                  | LP16-01   | ライブプロ         | |
| 21st | 2016年3月19日  | LIKEじゃなくてLOVE♥                                        | 社歌～私たちのライブプロ～               | LP16-02   | ライブプロ         | |
| 22nd | 2016年6月30日  | Love Magic～アイシテルの魔法～                             | Member                                   | LP16-03   | ライブプロ         | |
| 23rd | 2017年2月22日  | wkwkdkdk（ワクワクドキドキ）                               | 伝えたくても、伝えられない、切ない恋の歌 | LP17-05   | ライブプロ         | |
| 24th | 2017年7月7日   | CATCH THE FUTURE                                           | GACHI～ガチ～ 2017                       | LP17-06   | ライブプロ         | |
| 25th | 2018年5月19日  | 恋はじめました。                                           | Star dust                                | LP18-05   | ライブプロ         | |
| 26th | 2019年4月29日  | Love song for you                                          | Flower                                   | LP19-04   | ライブプロ         | |
| 27th | 2022年3月26日  | ダイスキダウト!                                            | スキスギル フルーツ♡パラダイス           | LP2022-01 | ライブプロ         | 2022年3月16日より配信でもリリース。                                                                               |
| 28th | 2022年11月23日 | ねえこっちむいて                                           | Follow me                                | LP2022-07 | ライブプロ         | - |

### メジャーシングル
| ＃  | 発売日         | タイトル    | カップリング | 規格品番       | レーベル              | オリコン最高位（デイリー/ウィークリー） | 備考                                       |
| --- | -------------- | ----------- | --- | -------------- | --------------------- | --------------------------------------- | ------------------------------------------ |
| 1st | 2017年11月22日 | Hyper Body  | [共通] - パッション！テンション！そしてセンセーション！ - CAPTIVE2017 [Type-B] - Trick [Type-C] - 赤いドラゴン [Type-D] - 白いワンピース [Type-E] - 黄色い傘 | POCE-11058～62 | OTODAMA RECORDS JUICY | 15位/28位                               | 両A面、他収録曲の異なる5タイプでのリリース |
| 2nd | 2018年8月29日  | FRONT LINER | [共通] - earth step - スマイル 2018ver. [TYPE-B] - 君のため作った歌 [TYPE-C] - secret love [TYPE-D] - movin' on [TYPE-E] - 手紙                              | POCE-11115～9  | OTODAMA RECORDS JUICY | 10位/16位                               | 両A面、他収録曲の異なる5タイプでのリリース |

### アルバム
| ＃   | 発売日        | タイトル                       | 収録曲 | 規格品番 | レーベル   | 備考                       |
| ---- | ------------- | ------------------------------ | --- | -------- | ---------- | -------------------------- |
| 1st  | 2012年11月3日 | Fruit Parfait Vol.1            | - サクライロ - らぶ♥らぶ♥らぶ♥ - CAPTIVE， - ベストフレンド - Happy Smile - Fight!                                                     | LP12-14  | ライブプロ | 全曲再録                   |
| 2nd  | 2012年11月3日 | Fruit Parfait Vol.2            | - フルーツアイドル! フルーティー♥ - 奇跡 - フレ! フレ! 日本！ - 札幌冬物語り - ♥キスイダガミキ - Story                                 | LP12-15  | ライブプロ | 全曲再録                   |
| 3rd  | 2014年1月25日 | Fruit Parfait Vol.3            | - Predator - ナチュッ！ - ♥キスイダガミキ - 夏祭り - 北海DooooooN!! - 私は、あなたのアイドル♥ - ポジティV - フレ! フレ! 日本！ - 奇跡  | LP14-01  | ライブプロ | 全曲再録                   |
| 4th  | 2014年3月28日 | ONE ～2014 Fruity Solo Album～ | - ヨクボウノカタマリ - Re:Start - -ショウメイ- - Do You Know メロン - magic flower - 『君のことが…!』 - your song - 7月24日 - 黄色い糸 | LP14-02  | ライブプロ | メンバー作詞によるソロ曲集 |
| 5th  | 2015年2月25日 | 果実 起承転結 ～起～           | - サクライロ - らぶ♥らぶ♥らぶ♥ - 愛のビッグ♥バン - Evolution - Fight!                                                                  | LP15-02  | ライブプロ |                            |
| 6th  | 2015年2月25日 | 果実 起承転結 ～承～           | - ぎゅっ♥ - ♥キスイダガミキ - 北海DooooooN!! - ナチュッ！ - ポジティV                                                                  | LP15-03  | ライブプロ |                            |
| 7th  | 2015年2月25日 | 果実 起承転結 ～転～           | - Predator - GACHI～ガチ～ - 夏祭り - LOVE GAME - 挑戦者～チャレンジャー～                                                             | LP15-04  | ライブプロ | 再録（夏祭り、LOVE GAME）  |
| 8th  | 2015年2月25日 | 果実 起承転結 ～結～           | - 私は、あなたのアイドル♥ - 卒業 - フレ！フレ！日本，奇跡 - CAPTIVE                                                                    | LP15-05  | ライブプロ |                            |
| 9th  | 2017年9月22日 | GREEN                          | - サクライロ - Predator - 愛のビッグ♥バン - ベストフレンド - ヲタクはヒーロー - CAPTIVE                                                | LP17-10  | ライブプロ |                            |
| 10th | 2017年9月22日 | YELLOW                         | - Fight! - ♥キスイダガミキ - 夏祭り - ぎゅっ♥ - Evolution - 奇跡                                                                       | LP17-11  | ライブプロ |                            |

### メジャーミニアルバム
| ＃  | 発売日        | タイトル           | 収録曲 | 規格品番      | レーベル           | オリコン最高位（デイリー/ウィークリー） | 備考 |
| --- | ------------- | ------------------ | --- | ------------- | ------------------ | --------------------------------------- | --- |
| 1st | 2019年8月27日 | フルーツバスケット | [共通] - Happy Monster - Good Luck! - FRONT LINER [TYPE A] - パッション！テンション！そしてセンセーション！ - trick - Break out! [TYPE B] - earth step - movin'on - キミの好きなトコ [TYPE C] - Hyper Body - 君のため作った歌 - 赤いルージュ [TYPE D] - 手紙 - secret love - バニラアイス | QARF-40001～4 | Palme Music        | 2位/17位                                | 各7曲入り、収録曲の異なる4タイプでのリリース                                                                         |
| 2nd | 2023年6月6日  | LIVEPLO MUSiC      | - 100％ - Let's go グリーンランド（フルーティー） - HAPPY DREAMER - たまゆらへ行こう！（HAPPY少女♪） - Pure Love - ガンバレ！（One of one Love) | QARF-60180～2 | ロック・フィールド | 3位/-位                                 | 各6曲入り。収録曲は同じで、フルーティー、HAPPY少女♪、One of one Loveの3グループそれぞれのジャケットで3タイプリリース |

### CD未収録曲
| ＃ | 発表日         | タイトル                  | 備考 |
| -- | -------------- | ------------------------- | --- |
| 1  | 2012年8月19日  | Go!Go!ゴルマ              | GOLDENマーケットテーマソング |
| 2  | 2014年6月8日   | ニコーリフレ              | ニコーリフレテーマソング |
| 3  | 2014年9月3日   | 逢いたくて                | ゆかソロ曲 |
| 4  | 2015年6月13日  | ありがとう                | りのソロ曲（本人作詞・主旋律作曲） |
| 5  | 2015年6月25日  | パートナー                | ゆかとみさ（you&me）のユニット曲、作詞ゆか&みさ |
| 6  | 2015年11月16日 | そうだ！ジクーへ行こう！  | 自遊空間CMソング ※同店イベント参加数に応じた特典でCD-Rにて提供された |
| 7  | 2016年7月29日  | RAINBOW                   | メンバー全員の担当カラーを取り入れた曲 ※数量限定でSONOCAで提供された |
| 8  | 2016年11月13日 | ぜんぶキミだ              | ゆかソロ曲 |
| 9  | 2017年7月23日  | 泡に願いを込めて          | ルスツリゾートもこもこ泡かけ祭りテーマソング |
| 10 | 2020年7月23日  | No Answer                 | 配信アルバム「LIVEPRO BEST 2020 vol.2」に収録 |
| 11 | 2021年8月14日  | 夏祭り 2021               | |
| 12 | 2022年3月16日  | moment                    | |
| 13 | 2022年5月14日  | らたた！おにぎり革命      | 発表時在籍メンバーの担当具は、ツナマヨ（あおい）、明太子（りん）、いくら（ゆい）、ネギトロ（まどか）、しらす（おかゆ）、鮭フレーク（ゆいな）、おかか（まほ）、たまご（ひなた） |
| 14 | 2022年12月23日 | White mirage              | 2022年12月25日より配信開始 |
| 15 | 2023年8月27日  | 金魚祭り                  | 金魚祭りのテーマソング |
| 16 | 2024年4月13日  | 君酔♡中毒                 | フルーティー12周年ライブ動員対決にて1位を獲得した、おかゆセンター曲 |
| 17 | 2024年5月18日  | ノスタルジー              | |
| 18 | 2024年5月22日  | Let's Go 青少年科学館     | 札幌市青少年科学館PRソング |
| 19 | 2024年7月19日  | stand up                  | NORTH STAR SAPPORO ボクシングジム タイアップ曲 |
| 20 | 2024年11月27日 | Let's Go サンピアザ水族館 | 新さっぽろサンピアザ水族館テーマソング |
| 21 | 2024年12月22日 | ありがとう                | |
| 22 | 2025年3月16日  | 繋がりダメ!絶対!          | |
| 23 | 2025年5月30日  | PRIDE                     | |

### 写真集
| ＃ | 発売日         | タイトル                | 備考 |
| -- | -------------- | ----------------------- | ---- |
| 1  | 2012年12月22日 | FRUITY FIRST PHOTO BOOK |      |

### イメージビデオ
- 「Say-Ya!!」（2016年09月23日、イーネット・フロンティア）[114] – せいあのみ
- 「夏色せいあ」（2017年03月20日、ラインコミュニケーションズ）[115] – せいあのみ
- 「手塚せいあはリアル彼女。」（2017年06月23日、竹書房） – せいあのみ

## 参加作品
CD
| ＃ | 発売日        | タイトル                                                               | 収録曲                                                            | 規格品番   | レーベル              | 備考                                                          |
| -- | ------------- | ---------------------------------------------------------------------- | ----------------------------------------------------------------- | ---------- | --------------------- | ------------------------------------------------------------- |
| 1  | 2012年4月11日 | ご当地アイドルNO.1決定戦「U.M.U AWARD 2011」～地域活性アイドル大図鑑～ | フルーツアイドル!フルーティー～Happy Smile                        | POCS-1204  | D-topia               |                                                               |
| 2  | 2012年9月5日  | IDOL PARADE Vol.1                                                      | CAPTIVE                                                           | RTML-0001  | Roll Together Records |                                                               |
| 3  | 2013年1月16日 | ロコドルのずっとずっと                                                 | ロコドルのずっとずっと（フルーティー バージョン）、自己紹介ボイス | VICL-36752 | Victor Entertainment  | ロコドル大作戦 チームハイカラさん（あんず、りさ、他3名）      |
| 4  | 2013年4月24日 | Japan Idol File                                                        | Happy Smile                                                       | TPRC-0045  | T-Palette Records     |                                                               |
| 5  | 2013年6月19日 | アイドル街道                                                           | 夏祭り(1番のみ)、フルーティー紹介ボイス(りさ)                     | VICL-36804 | Victor Entertainment  | ロコドル大作戦 チームつなぎ女子（りさ、他6名）                |
| 6  | 2013年11月6日 | ツンデレラガール～二人だけの写メ～                                     |                                                                   | VICL-36847 | Victor Entertainment  | ロコドル大作戦 チームツンデレラガールズ（まほ、みさ、他12名） |
| 7  | 2014年9月3日  | RE:IDOL～はじめてのチュウ                                              | ウィーアー!、かもめが翔んだ日                                     | UGCA-5001  | バグ・ミュージック    | アイドル名曲発掘プロジェクト "RE:IDOL" 公式カバーソング集     |

ダウンロード配信
| ＃ | 発売日        | タイトル       | 備考                                                   |
| -- | ------------- | -------------- | ------------------------------------------------------ |
| 1  | 2013年3月27日 | サクラサケ日本 | U.M.U FOR JAPAN feat. 春香クリスティーン(ゆか、他20名) |

DVD
| ＃ | 発売日        | タイトル                                                                            | 収録曲                                     | 備考                               |
| -- | ------------- | ----------------------------------------------------------------------------------- | ------------------------------------------ | ---------------------------------- |
| 1  | 2011年7月21日 | - THE LIVE -                                                                        | サクライロ、らぶ♥らぶ♥らぶ♥                | 2011年7月9日『ライブプロ祭り』映像 |
| 2  | 2012年4月11日 | ご当地アイドルNO.1決定戦「U.M.U AWARD 2011」～地域活性アイドル大図鑑～              | フルーツアイドル!フルーティー～Happy Smile |                                    |
| 3  | 2013年3月27日 | ご当地アイドルNO.1決定戦「U.M.U AWARD 2012」～ニッポン全国アイドル勢力図～          | CAPTIVE                                    | 特典映像あり                       |
| 4  | 2014年3月26日 | ご当地アイドルNO.1決定戦「U.M.U AWARD 2013」～全国発信!「1/47アイドル特区」宣言!!～ | Fight!、Evolution                          |                                    |

## 出演

### CM
- 定山渓ファーム(2016年6月-8月)
- 自遊空間（2015年12月）
- 北海道グリーンランド（2023年7月、CMソング「Lets Go!グリーンランド」も担当）

### テレビ
- Do!ろーかる（テレビ北海道、2013年10月5日 - 2015年3月31日）
- アイ☆ダン 1stシーズン「フルーティーの北の国からLet's DANCE」（スカパー！ダンスチャンネル、2015年7月15日 - 2016年6月20日）
- 遊びなDJ（テレビ北海道、2012年4月7日 - 2013年9月27日）
- ノブコブ先輩に続け!!アイドル飛躍ツアー フルーティーIN東京（テレビ北海道、2012年10月23日）
- フルーツアプリ女学園（北海道文化放送、2013年10月9日 - 2014年3月26日）
- フルーツアプリ女学園 SEASON2（北海道文化放送、2014年10月16日 - 2014年12月25日）[117]
- アイ☆ダン 2ndシーズン「フルーティーの北の国からLet's DANCE」（スカパー！ダンスチャンネル、2016年12月5日 - 2018年4月）
- ばっちり撮ったろう ～アイドルがネットで頂上(てっぺん)とんねんて？～（2018年7月4日 - 2019年3月、テレビ北海道）[118]

### ラジオ
- フルーティー♥のらぶ♥らぶ♥らぶ♥（FMアップル、2011年8月3日 - 2013年4月17日）
- フルーティーのミックスジュースR（AIR-G'、2016年7月12日 - 2020年12月28日）
- わくわくLPランド（AIR-G'、2021年1月4日 - 現在）[119]
- 火曜日のフルーティー♡（エフエムしろいし、2024年9月3日 - 現在）

### 新聞
- 毎日新聞 北海道版（2013年5月10日朝刊）
- AFCプレミアムプレス VOL.106（朝日新聞北海道支社、2013年12月8日）
- 北海道新聞（2013年3月1日朝刊、3月29日夕刊、12月17日夕刊、2015年8月28日朝刊）
- 日刊スポーツ 北海道版（2015年8月28日）
- スポーツニッポン（2015年8月28日）
- スポーツ報知（2015年8月28日）
- 道新スポーツ（2015年8月28日）

### 雑誌
- U.M.U AWARD 2011 オフィシャルブック 2012 ご当地アイドル大図鑑（2011年11月26日）
- 全国あいどるmap 2012-2013（2012年6月30日）
- ローカルアイドル パーフェクトガイド（2013年2月26日）
- TRASH-UP!! vol.17（2014年2月25日）
- LIVEアイドル図鑑 vol.3（2014年4月30日）
- アイドルJUNON 2014（2014年7月10日）
- Top Yell Fire 11月号（2014年9月30日）
- TRASH-UP!! vol.21（2015年2月5日）
- GET'S No.57（2015年3月7日）
- まっぷる ご当地アイドル（2015年7月13日）
- 財界さっぽろ 11月号（2015年10月15日）
- GET'S No.68（2016年2月7日）

デジタルマガジン
- フルーティーファンブックVol.1（Fan＋、2013年1月25日）
- フルーティーファンブックVol.2（Fan＋、2013年2月25日）
- フルーティーファンブックVol.3（Fan＋、2013年3月25日）

トレーディングカード
- U.M.U AWARD ご当地アイドルトレーディングカード ～地域活性アイドル大図鑑～（ベースボール・マガジン社、2012年10月1日）
- U.M.U AWARD トレーディングカード ～ニッポン全国アイドル勢力図～（ベースボール・マガジン社、2013年4月27日）

### ゲーム
トレーディングカードゲーム
- 究極×シャッフル☆ロコドル大作戦 トレーディングカードゲーム（七福神、2013年5月30日）

アーケードゲーム
- Dance Dance Revolution（コナミ）
- jubeat（コナミ）
- REFLEC BEAT（コナミ）

ソーシャルゲーム
- 究極×シャッフル☆ロコドル大作戦（Yahoo!モバゲー）

### インターネット
- フルーティーのなまら北海道!（WALLOP、2012年4月6日 - 2012年9月28日）
- フルーティーのインターネットTV（YouTube、2013年6月27日 - 2016年5月13日）
- タカトシのバラエティだろ～が!!（2017年8月7日、AbemaTV） -北海道スターおもてなし優勝[120]
- 矢口真里の火曜The NIGHT（2018年7月11日、8月22日[121][122]、2019年7月17日、AbemaTV）

### コンテスト・大規模フェス
- U.M.U AWARD 2011（主催・ホリプロ） - 北海道代表で全国大会決勝出場
- U.M.U AWARD 2012 - 全国優勝
- U.M.U AWARD 2013 - 優勝旗返還ならびにゲスト出演
- TOKYO IDOL FESTIVAL 2012（主催・フジテレビ） - 招待
- TOKYO IDOL FESTIVAL 2013 - 招待
- TOKYO IDOL FESTIVAL 2015 - 招待
- 愛踊祭2016（主催・テレビ朝日） - 北海道代表で全国大会決勝出場
- 第3回TINS - 全国優勝
- TOKYO IDOL FESTIVAL 2018 - 招待
- TOKYO IDOL FESTIVAL 2019 - TIF2019全国選抜LIVE北海道・東北ブロック優勝により出場